# 大山加奈
大山加奈（1984年6月19日—），出生於日本東京都江戶川區，是日本前女子排球運動員，身高187公分，體重84公斤，場上位置為主攻。

## 生涯簡介
大山加奈在小學二年級時開始打球，六年級時身高已達175公分，當時被視為未來排球界的「金蛋」。在中學時期，就讀下北澤成德高校的她成為排球部的主將，成功立下高校排球系列賽三冠王的偉業。2002年以高校生的身份加入日本女排，參加世界排球錦標賽及釜山亞運。
2003年，加入東麗箭。同年的世界杯排球賽中，與栗原惠組成了「19歲組合」，一舉成名。2003-04球季獲得新人王，2004年入選雅典奧運正選成員，並參與奧運賽事。
2005年因傷缺席世界女排大獎賽，直至同年11月的世界冠軍排球賽才回歸日本女排。2006年參與了女排大獎賽，但在9月又出現了右肩關節不安定症，因而長期缺席國家隊陣容，也同時缺席世界排球錦標賽。
2007年初傷癒復出，再次獲日本女排登錄。同年的世界杯也有出場，但在賽後腰部卻舊患復發。2007-08球季，東麗箭奪得史上首次V-Legaue總冠軍，她卻一場比賽都沒有上場。
2008年又獲得錄入國家隊，卻因腰傷太嚴重而主動請辭，也使她參與北京奧運的夢想就此幻滅。同年9月，她的個人部落格自2006年7月26日以來再次更新，也公開表示在8月被診斷出患上腰部脊柱管狹窄症，並成功接受手術。
2009年3月15日，經過484天的等待，大山終於重返V.Premier League的賽場，重新上場比賽。
同年5月18日，大山獲得錄入日本女排29人集訓名單當中。經歷多次高低起伏、傷病纏身的黑暗日子後，多數球迷皆認為大山加奈將邁入排球生涯的新顛峰；不過大山卻因為腰傷未完全康復為由而火速請辭，實為可惜。
由於自身病情不斷反覆，在2010年6月29日，大山終於決定退役，為自己的排球人生劃上了句號。

## 軼事
- 小學時期經常哮喘發作，結果都是靠打排球來克服它。
- 自己有一個妹妹大山未希，位置是二傳，現在姐妹都一同在東麗箭打球。
- 高橋美雪經常稱她為「Bun Bun」。

## 生涯及得獎經歷
- 生涯簡歷

篠崎第五小學→成徳學園中學→成徳學園高等學校（現下北澤成德高等學校）→東麗箭（2003-2010年）
- 日本女排－2002-2009年
- 國際賽事
  - 奧運會－2004年
  - 世錦賽－2002年
  - 世界杯－2003年、2007年
- 獲得獎項
  - 2004年－V-Legaue女子新人王

## 外部連結
- KANA OYAMA（大山加奈本人的部落格）（页面存档备份，存于）
- 大山加奈正式退役的公告（页面存档备份，存于）